# Hilde Holger

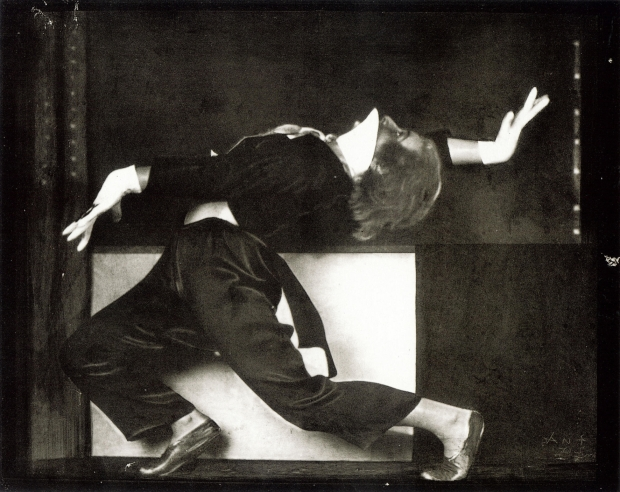
Hilde Holger 1926.

Hilde Holger (artistnamn; ursprungligen Hilde Sofer, senare Hilde Boman-Behram), född 18 oktober 1905 i Wien, död 24 september 2001 i London-Camden, var en österrikisk-ungersk dansare, koreograf och danslärare och en av förgrundsgestalterna inom europeisk fridans. Hennes pionjärarbete i integrerad dans hjälp förvandla modern dans.

## Biografi
Hilde Holger fick undervisning av Gertrud Bodenweiser i Wien, de var beundrare av arbetet i Isadora Duncan, och hade blivit uppskattad och känd av publik och i kulturkretsar i Wien som en framstående dansare under 1920- och 1930-talen.
Vid unga år fick hon intresse för undervisning och år 1926 öppnade hon den framgångsrika New School of Movement Arts i Palais Ratibor i centrala Wien. Efter den tyska ockupationen av Österrike år 1938, blev hon förbjuden att arbeta, men år 1939 lyckades hon fly från landet med hjälp av en vän. Hon bosatte sig i Indien, där hon studerade indisk dans, särskilt de speciella handrörelserna. I Indien träffade hon läkaren Adi Boman-Behram, hennes make. De fick barnen Primavera och Darius Boman-Behram. Dotten föddes 1946.
Hon öppnade sin School for Art and Modern Movement i Bombay som blev framgångsrik. Men de politiska oroligheterna i samband med Indiens delning, tvingade henne att flytta från landet 1948, denna gång till London. 1949 föddes hennes son Darius Boman-Behram (d. 2008), som hade Downs syndrom.
I London fortsatte hennes arbete under 50 år fram till hennes död 2001.
Hilde Holger arbetade även med dansterapi och skapade en form av dansterapi för barn med Downs syndrom.
När hon sent 1960-tal producerade baletten "Towards The Light" på Sadler's Wells, var hon den första koreografen att blanda professionella dansare och unga vuxna med intellektuell funktionsnedsättning i dansensemblen. Hennes son Darius dansade i "Towards the Light".